# 中华人民共和国反电信网络诈骗法
《中华人民共和国反电信网络诈骗法》是中华人民共和国为了预防、遏制和惩治电信网络诈骗活动的专门法律。该法于2021年开始起草并审议，2022年9月2日在第十三届全国人民代表大会常务委员会第三十六次会议通过，2022年12月1日起施行。

## 立法背景
随着计算机信息技术的快速发展，以电信网络诈骗为代表的新型犯罪持续高发，对人民群众的财产安全造成一定损害。过去，关于电信网络诈骗的立法规定较为分散，存在对电信网络诈骗犯罪行为精准打击不足的问题；另一方面，对电信网络诈骗犯罪行为不能仅立足于事后打击惩治，更应重视源头预防，实现标本兼治的效果。在这一情形下，急需有一部专门立法满足实践需要。
最高人民法院、最高人民检察院、公安部分别在2016年12月、2021年6月联合印发《关于办理电信网络诈骗等刑事案件适用法律若干问题的意见》《关于办理电信网络诈骗等刑事案件适用法律若干问题的意见（二）》；2022年4月，中共中央办公厅、国务院办公厅印发《关于加强打击治理电信网络诈骗违法犯罪工作的意见》，进一步对加强打击治理电信网络诈骗违法犯罪工作作出安排部署。2021年4月6日，中共中央总书记、国家主席习近平就打击治理电信网络诈骗犯罪活动作出重要指示。

## 立法历史
2021年4月底，公安部、工信部、中国人民银行等政府部门就推进反电信网络诈骗立法工作、赴多省市开展实地调研。同年7月，工作草案形成后征求有关中央部门、地方和企业意见；8月修改后召开座谈会，再次征求有关方面意见。同年9月，经中共中央审议，原则同意反电信网络诈骗法草案。10月19日，反电信网络诈骗法草案在第十三届全国人民代表大会常务委员会第三十一次会议上首次提请审议。全国人大常委会法工委发言人臧铁伟表示，此次提请审议的草案将完善电话卡、物联网卡、金融账户、互联网账号有关基础管理制度，建立电信网络诈骗反制技术措施，统筹推进跨行业、企业统一监测系统建设，加大惩处力度。10月23日，反电信网络诈骗法草案一审稿公开征求社会公众意见。
2021年11月29日，第十三届全国人民代表大会常务委员会第106次委员长会议原则通过2022年度立法工作计划，其中包括制定《反电信网络诈骗法》。
2022年6月21日，反电信网络诈骗法草案提请第十三届全国人大常委会第三十五次会议二次审议。6月24日，该草案二审稿征求社会公众意见。7月23日征求结束时，有12390位公众提出了28406条意见，主要意见有：建议加大对电信网络诈骗违法犯罪人员的惩戒力度；加强追赃挽损工作，建立电信网络诈骗受害者群体的帮扶救助制度和措施，完善涉诈资金处置制度，尽量为受害者多挽回财产损失；充实完善宣传教育防范方面的规定，提高公众的防范意识和能力，增加对重点人员的防范宣传，鼓励群众举报奖励等规定。
2022年8月16日，全国人大常委会法制工作委员会召开会议，邀请有关基层部门、企业、全国人大代表和专家学者，就草案进行评估。被邀请参会人士普遍认为，草案立足各环节、全链条防范治理电信网络诈骗，精准发力，为反电信网络诈骗工作提供有力法律支撑。草案具有较强的针对性和可操作性，实践迫切需要，建议尽快出台。一些常委会组成人员、部门、社会公众和企业提出，建议在草案中增加人民法院、人民检察院和公安机关的相应职责；增加针对性地加强宣传教育防范措施的规定；对涉诈违法犯罪线索、风险信息的共享，完善有关移送处置机制；对从事电信网络诈骗活动的有关人员，可以按照国家有关规定记入信用记录；对涉诈异常情形采取相应处置措施时，要进一步明确救济途径等。8月30日，第十三届全国人大常委会第三十六次会议第三次审议反电信网络诈骗法草案。9月2日上午，第十三届全国人大常委会第三十六次会议表决通过反电信网络诈骗法，并由国家主席习近平签署第119号主席令公布该法。

## 内容
《反电信网络诈骗法》共分为总则、电信治理、金融治理、互联网治理、综合措施、法律责任和附则等七章，法律条文共计五十条。该法明确了政府和部门机构对反电信网络诈骗的职责，规定通信用户、金融账户、互联网账号严格执行实名制管理，同时针对实践中大量利用移动互联网应用程序涉诈的情况，规定了移动互联网应用程序必须经通信主管部门许可、备案以及核验开发运营者的真实身份信息等内容；与静态实名制不同的是，该法规定对涉诈异常的电话卡、银行卡、互联网账号执行“动态实名制”，对涉诈异常的电话卡、银行卡、网络账号可以采取重新实名核验、“二次认证”等措施，并根据情况采取相应处置措施。该法也规定根据风险程度采取差异化措施，并提供有效申诉渠道。
在账户管理方面，该法在总结实践“断卡”行动经验后，将一些制度和做法上升为法律规定，规定办理电话卡、银行卡、支付账户不得超出国家规定限制的数量，改变过去唯开户数、发卡量、接入用户数等考核指标的情况；有异常情形的可以不予办理或者延长期限、加强审查；对涉诈电话卡、银行卡关联注册的互联网账号，有关企业应当按照公安机关、电信部门要求采取限制、暂停、关闭等处置措施。法律还明确，电信主管部门、人民银行组织建立数量核验和风险信息共享机制。
在预防与处置违法犯罪方面，该法从刑事责任方面作出了与刑法相衔接的规定。例如该法第38条规定，组织、策划、实施、参与电信网络诈骗或为电信网络诈骗活动提供帮助，构成犯罪的，依法追究刑事责任。而对于尚不构成犯罪的行为可以作出行政处罚。对于造成他人损害的当事人还要依法承担民事责任。为打击网络黑灰产，该法同时规定任何单位和个人不得非法制造、买卖、提供或者使用猫池、GOIP等非法设备，不得非法买卖、出租、出借电话卡、银行卡、支付账户、互联网账号以及电信线路、短信端口等，亦不得提供实名核验帮助；不得为他人实施电信网络诈骗提供支持和帮助。对于从事电信网络诈骗或者关联犯罪的前科人员，以及非法买卖、出租、出借“两卡”的相关人员，将被纳入信用记录，其名下银行卡、电话卡、支付账户将被限制使用。该法亦对涉诈人员限制出境有关措施作出规定。对前往电信网络诈骗活动严重地区且出境活动存在重大涉诈嫌疑的人员，移民管理机构可以决定不准其出境；对涉诈前科人员，市级以上公安机关可以根据案件情况和预防再犯罪的需要，在其刑罚处罚完毕之日起6个月至3年内不准其出境。考虑到电信网络诈骗活动的跨地域性，该法也为此规定，中国公安部门加强国际执法司法合作，与有关国家、地区、国际组织建立有效合作机制，通过开展国际警务合作等方式，提升在信息交流、调查取证、侦查抓捕、追赃挽损等方面的合作水平。
此外，该法亦明确了建立追赃挽损机制，包括涉案资金即时查询、紧急止付、快速冻结，以及相应的及时解冻和资金返还等后续措施。其中“紧急止付”上升为法律规定。当被害人被骗后，可直接向公安机关报警，也可填写《紧急止付申请表》向开户行举报后报警。公安机关接到紧急止付请求后，将立即以报文形式向金融支付机构发送紧急止付指令，暂时停止向对应账户汇款或转账。

## 评价
山西大学法学院教授王继军表示，该法律是中国首次针对电信诈骗专门立法，也是一部预防性的立法，对电信网络诈骗行为的定义、执法、确证、量刑等将明确做到有法可依，公安机关和司法部门打击治理电信网络诈骗犯罪的权责更明晰，对于维护社会安定和经济社会发展意义重大，也有助于全社会反诈氛围的形成。